# Folldal
Folldal là một đô thị hạt Hedmark, Na Uy. Nó là một phần của khu vực truyền thống Dovre. Trung tâm hành chính của đô thị này là làng Folldal. Đô thị mới Folldal được tách từ Alvdal năm 1914.
Các công trình Folldal (Folldal Verk) được thành lập năm 1748. Mỏ đồng chính Folldal, Gammelgruva, cũng mở cửa vào 1748. Các mỏ này đã bị đóng cửa vào năm 1941. 
Folldal nằm dọc theo biên giới phía tây bắc của hạt Hedmark. Nó có biên giới ở phía bắc của Oppdal (trong Sør-Trøndelag quận) và Tynset, ở phía đông của Alvdal, ở phía Đông Nam của Stor-Elvdal, và về phía tây nam và phía tây của Sør-Fron, Sel, và Dovre (tất cả trong hạt Oppland).